# Incidente de Yakovlev Yak-40 de Tajik Air de 1993
El 28 de agosto de 1993 un vuelo nacional operado por Tajik Air y servido por un Yakovlev Yak-40 se estrelló durante el despegue en el aeropuerto de Khorog, matando a 82 personas (incluyendo 14 niños). Los milicianos durante la Guerra civil de Tayikistán obligaron a la tripulación a transportar a más gente de la que el avión estaba preparado para llevar, lo que produjo un exceso de peso al despegue. Incapaz de despegar, el avión se salió de pista a alta velocidad, golpeó varios obstáculos y cayó al río Panj.
El accidente continúa siendo el accidente con mayor número de muertos de un Yakovlev Yak-40 y el accidente aéreo más mortal de Tayikistán.

## Accidente
Durante el embarque en la ciudad tayika de Khorugh, los milicianos, que controlaban la zona adyacente durante la Guerra civil, amenazaron a la tripulación con armas y les obligaron a llevar a 81 pasajeros, mientras que el avión estaba diseñado para transportar a 28 pasajeros. Esto suponía un sobrepeso respecto al peso máximo al despegue de 3.000 kg.
La tripulación fue obligada a despegar bajo amenaza de ser disparados. El tren de aterrizaje principal izquierdo golpeó un pequeño promontorio de tierra, a unos 148 o 150 m del final de pista. Luego el avión golpeó una roca de 60 cm de altura. Inmediatamente después, la rueda derecha golpeó un bloque de cemento 60 m más allá. Finalmente el avión cayó al río Panj y quedó desintegrado. Cuatro pasajeros sobrevivieron.